# Guatteria liesneri
Guatteria liesneri D.M.Johnson & N.A.Murray – gatunek rośliny z rodziny flaszowcowatych (Annonaceae Juss.). Występuje naturalnie w Kolumbii, Wenezueli oraz Brazylii (w stanie Amazonas). 

## Morfologia
PokrójZimozielone drzewo dorastające do 10–20 m wysokości.
LiścieMają kształt od owalnego do eliptycznego. Mierzą 12–14 cm długości oraz 3,5–4,5 szerokości. Nasada liścia jest rozwarta. Wierzchołek jest spiczasty. Ogonek liściowy jest nagi i dorasta do 4–6 mm długości.
KwiatySą pojedyncze. Rozwijają się w kątach pędów. Działki kielicha mają owalny kształt i dorastają do 3–4 mm długości. Płatki mają kształt od odwrotnie owalnego do podłużnego. Osiągają do 9–20 mm długości. Mają 70 słupków.
OwoceZłożone są z 20–70 pojedynczych owoców o elipsoidalnym lub odwrotnie owalnym kształcie i osiągających 8–11 mm długości.

## Biologia i ekologia
Rośnie w lasach i na brzegach rzek. Występuje na terenach nizinnych.